# Додекакарбонилтриосмий
Додекакарбонилтриосмий — неорганическое соединение, 
карбонильный комплекс осмия
с формулой Os3(CO)12,
жёлтые кристаллы.

## Получение
- Реакция тетраоксида осмия и монооксида углерода:

{\displaystyle {\mathsf {3OsO_{4}+24CO\ {\xrightarrow {165^{o}C,\ 80bar}}\ Os_{3}(CO)_{12}+12CO_{2}}}}

## Физические свойства
Додекакарбонилтриосмий образует жёлтые, неустойчивые на воздухе, кристаллы
моноклинной сингонии,

параметры ячейки a = 0,810 нм, b = 1,479 нм, c = 1,464 нм, β = 100,45°, Z = 4
.
Растворяется в толуоле,
не растворяется в ацетоне.
Возгоняется в вакууме при 130°С.

## Химические свойства
- Реагирует с галогенами:

{\displaystyle {\mathsf {Os_{3}(CO)_{12}+Br_{2}\ {\xrightarrow {}}\ Os_{3}(CO)_{12}Br_{2}}}}